# Merrill De Maris
Merrill De Maris (New Jersey, 26 febbraio 1898 – Escondido, 31 dicembre 1948) è stato un fumettista statunitense, ricordato per la sua collaborazione con Floyd Gottfredson alle strisce giornaliere di Topolino.
Iniziò a collaborare con i Disney Studios nei primi anni trenta.
Sul versante dell'animazione, si prestò come gag-man nella lavorazione di Biancaneve e i sette nani, in cortometraggi di Topolino e delle Sinfonie allegre.
In qualità di sceneggiatore, lavorò alle strisce quotidiane di Mickey Mouse tra il 1933 e il 1934 e tra il 1937 e il 1942, sceneggiando le strisce quotidiane (su soggetti e disegni di Floyd Gottfredson) e le relative tavole domenicali (per i disegni di Manuel Gonzales). In questo incarico contribuì alla creazione di personaggi come Macchia Nera e Giuseppe Tubi.
Inoltre sceneggiò le Sinfonie allegre tra il 1933 e il 1934, tra il 1938 e il 1939, scrivendo perlopiù brevi storie autoconclusive di Buci e Pluto, per i disegni di Al Taliaferro.
A cavallo tra i due campi, si occupò di scrivere l'adattamento a fumetti di Biancaneve (1937) e Pinocchio (1939).
L'autore vanta anche una collaborazione tardiva con Carl Barks nella sceneggiatura di Paperino e la scimmia, pubblicata nel 1943.
Nel 1942 andò in pensione.